# Delle (Höhscheid)
Delle ist eine Ortslage in der bergischen Großstadt Solingen.

## Lage und Beschreibung
Der Ort liegt im Stadtteil Aufderhöhe an einem Talhang des Nacker Bachtals östlich der Löhdorfer Straße. Von der Löhdorfer Straße zweigt südlich von dem Ort Straßen eine kleine Stichstraße ab, die den Namen des Ortes trägt und die in das Nacker Bachtal führt. Am Ende der Straße befindet sich eine mehrere Gebäude umfassende Häusergruppe, aus der der Ort besteht. Südlich von Delle befindet sich das Gewerbegebiet Höhscheider Weg. Benachbarte Orte sind bzw. waren (von Nord nach West): Straßen, Nacker Küllenberg, Mittel- und Untenkatternberg, Nöhrenhaus, Nöhrenkotten, Steinendorf, Neu-Löhdorf, Jammertal sowie Greuel.

## Etymologie
Der Ortsname Delle kommt mehrfach in Solingen vor, darunter in Delle (Wald) sowie in Hasseldelle. Er kennzeichnet die Lage des Hofes in oder an einem Tal bzw. in einer Bodenvertiefung. Gemeint ist das Nacker Bachtal.

## Geschichte
Delle ist als Hofschaft seit dem 16. Jahrhundert nachweisbar. Im Jahre 1715 ist der Ort in der Karte Topographia Ducatus Montani, Blatt Amt Solingen, von Erich Philipp Ploennies mit einer Hofstelle verzeichnet und als Dell benannt. Die Topographische Aufnahme der Rheinlande von 1824 verzeichnet den Ort als in d. Delle und die Preußische Uraufnahme von 1844 als Delle. In der Topographischen Karte des Regierungsbezirks Düsseldorf von 1871 ist der Ort ohne Namen verzeichnet. Die Preußische Neuaufnahme von 1893 verzeichnet den Ort als Delle.
Der Ort gehörte ursprünglich zur Honschaft Barl innerhalb des Amtes Solingen. Im Zuge von Grenzkorrekturen zwischen den Kirchspielen Solingen und Wald wurde 1805/1806 der Verlauf der Löhdorfer Straße als Kirchspielgrenze festgelegt. So fiel Delle an die Honschaft Ruppelrath im Kirchspiel Solingen.:232 Nach Gründung der Mairien und späteren Bürgermeistereien 1808 gehörte Delle so zur Bürgermeisterei Höhscheid, die 1856 zur Stadt erhoben wurde. 
1815/16 lebten zwölf, Menschen im Wohnplatz in den Dellen. 1832 war der Ort weiterhin Teil der Honschaft Ruppelrath innerhalb der Bürgermeisterei Höhscheid, dort lag er in der Flur I. Katternberg. Der nach der Statistik und Topographie des Regierungsbezirks Düsseldorf als Hofstadt kategorisierte Ort besaß zu dieser Zeit drei Wohnhäuser und drei landwirtschaftliche Gebäude. Zu dieser Zeit lebten 14 Einwohner im Ort, davon drei katholischen und elf evangelischen Bekenntnisses. Die Gemeinde- und Gutbezirksstatistik der Rheinprovinz führt den Ort 1871 mit fünf Wohnhäuser und 42 Einwohnern auf. Im Gemeindelexikon für die Provinz Rheinland von 1888 werden acht Wohnhäuser mit 43 Einwohnern angegeben. 1895 besitzt der Ortsteil sieben Wohnhäuser mit 37 Einwohnern und gehörte zum evangelischen Kirchspiel Rupelrath, 1905 zählt der Ort sieben Wohnhäuser mit 38 Einwohnern.
Mit der Städtevereinigung zu Groß-Solingen im Jahre 1929 wurde Delle in die neue Großstadt Solingen eingemeindet. Nach den heutigen Stadtteilgrenzen gehört Delle zu Aufderhöhe.